# Шернас, Йокубас

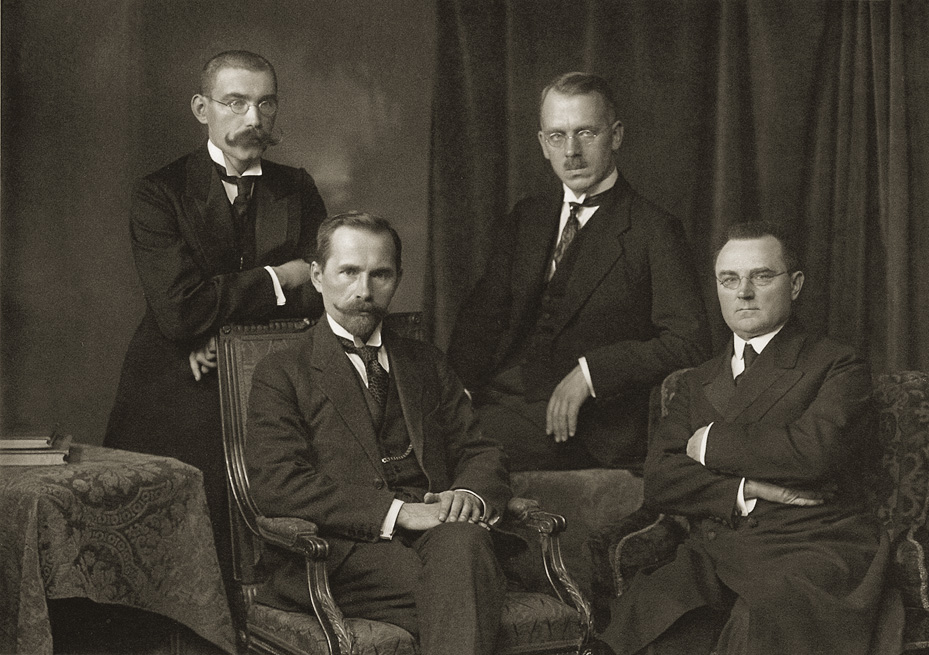
Президиум Совета Литвы (Литовская Тариба, 1918): А. Сметона, Ю. Стаугайтис (сидят), Й. Шярнас, Ю. Шаулис

Йокубас Шернас (Йокубас Шя́рнас; лит. Jokūbas Šernas; 14 июня 1888, Ясишкяй, Ковенская губерния — 31 июля 1926, Каунас) — литовский адвокат, журналист, учитель и банкир, один из подписантов Акта о независимости Литвы от 1918 года.

## Биография
Родился в семье крестьян реформатского вероисповедания. Учился на юридическом факультете Императорского Санкт-Петербургского университета, который окончил в 1914 году. После возвращения в Литву работал в Вильнюсе: был учителем истории в местной гимназии и редактировал газету «Lietuvos žinios». Участвовал в организации Вильнюсской конференции в 1917 году, после чего был избран членом Тарибы. 16 февраля 1918 года подписался под Актом о независимости Литвы.
После получения Литвой независимости работал в министерстве внутренних дел, в создании которого принимал участие. Основал и стал во главе газеты «Savivaldybė» («Самоуправление»), назначен правительством на должность председателя Торгово-промышленного банка в Каунасе.
Умер от рака желудка в Каунасе. Похоронен в Радвилишкисе. Был отцом актёра Жака Сернаса (Бернардаса Шернаса), который родился в 1925 году.